# 舊別舍沃

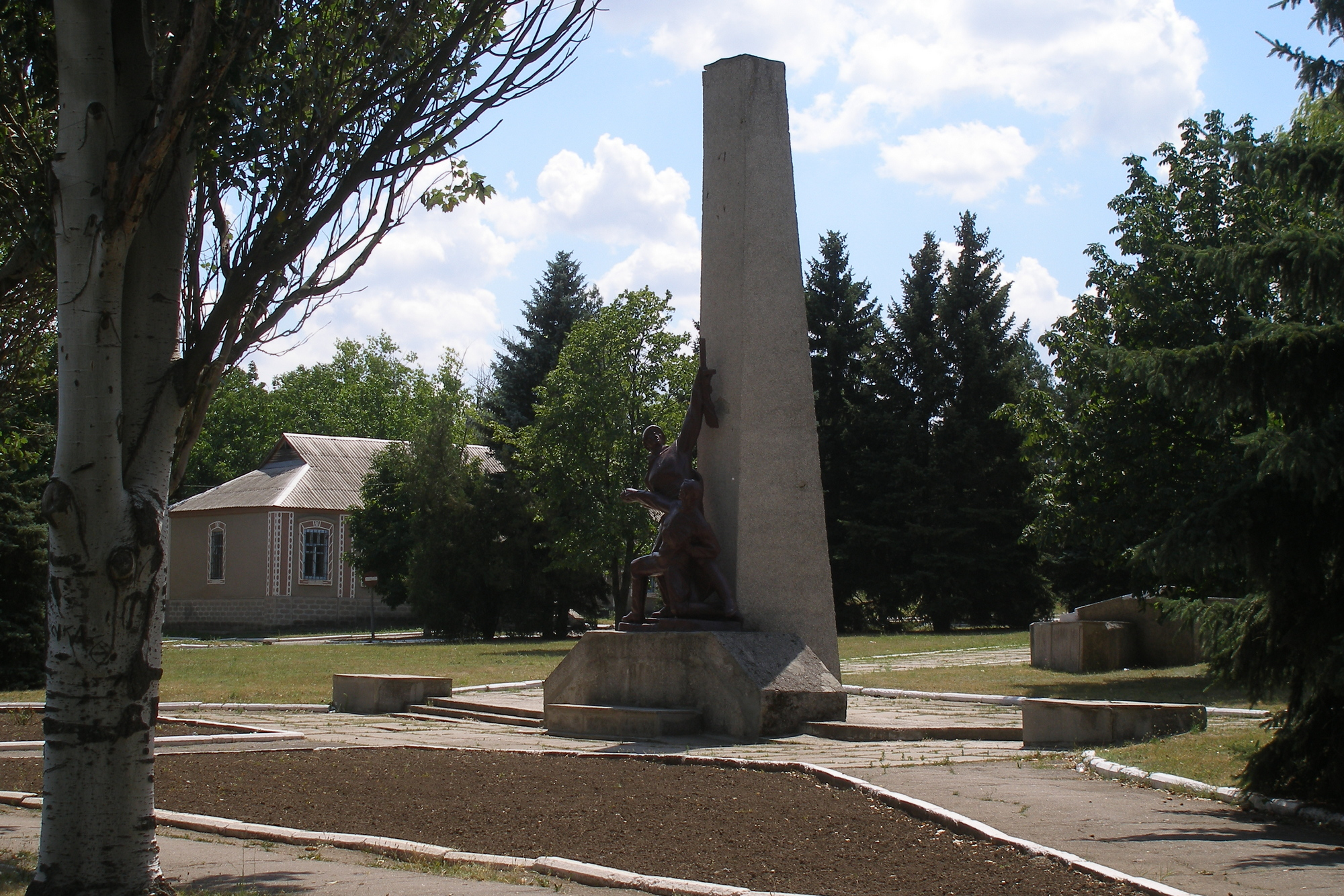
纪念碑

舊贝舍韦（烏克蘭語：Старобешеве），又按俄语名译为舊別舍沃，是烏克蘭東部頓涅茨克州卡利米烏斯凱區旧贝舍韦市镇内的市級鎮及该市镇的行政中心，亦曾為舊貝舍韋區於2020年被撤消前的行政中心。始建於1779年，面積10,972平方公里，2011年人口6,471，人口密度每平方公里589人。